# José Guillermo Ortiz
José Guillermo Ortiz Picado (ur. 20 czerwca 1992 w La Uruca) – kostarykański piłkarz występujący na pozycji napastnika lub skrzydłowego, reprezentant Kostaryki, od 2024 roku zawodnik Puntarenas.

## Kariera klubowa
Ortiz pochodzi z dystryktu Canalete de Upala w prowincji Alajuela. W wieku dziesięciu lat dołączył do akademii juniorskiej krajowego potentata – klubu LD Alajuelense. Do pierwszej drużyny został włączony przez szkoleniowca Luisa Roberto Sibaję po kilku sezonach występów w drugoligowej filii o nazwie Alajuela Junior. W kostarykańskiej Primera División zadebiutował 30 stycznia 2013 w przegranym 0:1 spotkaniu z Limón. Premierowego gola w najwyższej klasie rozgrywkowej strzelił natomiast 21 kwietnia tego samego roku w wygranej 3:2 konfrontacji z Uruguayem. W jesiennym sezonie Invierno 2013 wywalczył z Alajuelense tytuł mistrza Kostaryki, jednak pozostawał wówczas wyłącznie rezerwowym zawodnikiem. Pół roku później – w wiosennym sezonie Verano 2014 – zdobył z kolei wicemistrzostwo Kostaryki, wciąż w roli rezerwowego dla graczy takich jak Jerry Palacios, Alejandro Alpízar czy Armando Alonso.
W sezonie Verano 2015 zdobył z Alajuelense kolejne wicemistrzostwo kraju. Podstawowym zawodnikiem formacji ofensywnej został jednak dopiero we wrześniu 2015 za kadencji trenera Hernána Torresa i w tym samych rozgrywkach Invierno 2015 znów wywalczył tytuł wicemistrza Kostaryki. Trzecie z rzędu wicemistrzostwo osiągnął z kolei w sezonie Verano 2016 i wówczas także wywalczył tytuł króla strzelców ligi kostarykańskiej (11 goli, ex aequo z José Luisem Cordero i Yendrickiem Ruizem). Ogółem w barwach Alajuelense spędził cztery lata. W styczniu 2017 na zasadzie wolnego transferu przeszedł do ekipy CS Herediano, podpisując z nią dwuletnią umowę, lecz bezpośrednio po tym został wypożyczony do amerykańskiego D.C. United. W Major League Soccer zadebiutował 4 marca 2017 w zremisowanym 0:0 meczu ze Sportingiem Kansas City, zaś jedyną bramkę zdobył 1 kwietnia tego samego roku w wygranym 2:1 pojedynku z Philadelphia Union. Ogółem w drużynie z Waszyngtonu grał przez sześć miesięcy z kiepskim skutkiem (tylko dwa strzelone gole).
W lipcu 2017 Ortiz powrócił do Herediano, gdzie od razu został podstawowym napastnikiem. W jesiennym sezonie Apertura 2017 zdobył z nim piąte w karierze wicemistrzostwo Kostaryki.

## Kariera reprezentacyjna
Pierwsze powołanie do seniorskiej reprezentacji Kostaryki Ortiz otrzymał od selekcjonera Paulo Wanchope'a w marcu 2015 na mecz towarzyski z Paragwajem (0:0), nie pojawił się jednak wówczas na boisku. W styczniu 2017 znalazł się w ogłoszonym przez Óscara Ramíreza składzie na turniej Copa Centroamericana. Tam 15 stycznia w wygranym 3:0 spotkaniu z Belize zadebiutował w kadrze narodowej, zdobywając w tym meczu dwa gole dla swojej drużyny. Ogółem podczas tych rozgrywek wystąpił w czterech z pięciu możliwych spotkań (we wszystkich w pierwszym składzie), a Kostarykańczycy zajęli czwarte miejsce.